# Lumea se distrează
Lumea se distrează este un film de montaj românesc din 1973 realizat împreună de Alecu Croitoru și Dumitru Fernoagă. Comentariul ce însoțește materialul montat e semnat de criticul de teatru Valentin Silvestru.

## Prezentare
Filmul este un colaj realizat din imagini extrase din rubrica ”de peste hotare” a unor jurnale de actualități cu care debutau spectacolele cinematografice în sălile de altădată. Performanța lui stă în alăturarea năstrușnică a unui comentariului deosebit de inspirat, pe alocuri chiar ironic, cu imaginile surprise de operatorii de actualități în cele mai neașteptate și insolite locuri și situații de viață.

## Distribuție
Oamenii vii în situații reale.
- Valentin Silvestru — comentariul

## Primire
Filmul a fost vizionat de 1.235.229 de spectatori în cinematografele din România, după cum atestă o situație a numărului de spectatori înregistrat de filmele românești de la data premierei și până la data de 31 decembrie 2014 alcătuită de Centrul Național al Cinematografiei.